# Vule Avdalović
Vule Avdalović (Gacko, Bòsnia i Hercegovina, 24 de novembre de 1981) és un exjugador de serbi de Bòsnia que jugava a la posició de base.
La temporada 2005-06 va jugar al Pamesa València de la Lliga ACB espanyola. En acabar la temporada 2008-09, el club valencià no li va renovar el contracte, i va firmar per una temporada amb el Club Bàsquet Lucentum Alacant, a més de renunciar a jugar l'Eurobasket 2009 amb la Selecció de bàsquet de Sèrbia.